# سالم عبد الخالق
الدكتور سالم عبد الخالق سالم البكري اليافعي، وهو أول طبيب من أبناء مستعمرة عدن، وأول طبيب تخصص في الأمراض العقلية في شبه الجزيرة العربية في العصر الحديث، ولد في عدن بتاريخ 2 سبتمبر 1930. درس المرحلتين الابتدائية والمتوسطة في عدن، وحصل على شهادة الثانوية العامة (السينير كمبردج) بدرجة الشرف الأولى،
 وقد اتسم ذلك الامتحان بالصعوبة حتى على الطلبة الدول المتفوقين في مجال العلوم.

## حياته في عدن وانتقالة إلى بريطانيا
بعد حصولة على شهادة الثانوية العامة عمل سالم كممرض تحت التدريب في المستشفى الأهلي في كريتر ليؤهل نفسه للحصول على منحة لدراسة الطب في بريطانيا. ابتعث مع زملائه من المتفوقين وهم محمد عبد القادر محيرز وجعفر علي عزيز، حيث درسوا الطب في بريطانيا وإيرلندا، درس سالم في أعتق كلية للطب بمدينة سانت اندروس في سكوتلندا، وزميلاه درسا الطب في دبلن في إيرلندا.
عاد سالم بعد تخرجه عام 1960 ليمارس مهنته كطبيب عام واستشاري باطني في مستشفى الملكة اليزابث الثانية (الجمهورية حاليا) في خور مكسر بعدن، حيث اشتهر بمهارته الطبية وعمله الأمين، وكثيراً ماعرف عنه رفضه قبول رسوم العلاج في عيادته الخاصة من مرضاه الفقراء، كما وفر للكثير منهم العلاج المقرر لهم من ماله الخاص. كانت له آنذاك اهتمامات سياسية وفكرية، حيث كان مع رفيق عمره الدكتور محيرز من رعاة الحركة الوطنية والعمالية، حيث ساعدا الأمين العام للمؤتمر العمالي الأخ عبد الله الأصنج، بأفكار ساهمت في إرساء علاقات وطيدة بالبرلمان البريطاني والمنظمات النقابية البريطانية والأوروبية والأفريقية".
من خلال عمله الإنساني تفهم المشاكل النفسانية والعقلية في عدن وقرر التخصص، وقد عاد إلى بريطانيا ليصبح أول عدني يتخصص في هذا المجال، وكان أول من تخصص كطبيب للأمراض العقلية في شبه الجزيرة العربية.

## أستقرارة في بريطانيا
عاد سالم إلى عدن ليساهم في بناء ذلك المجال، وجأت حرب التحرير وصعبت الحياة فهاجر بعد الاستقلال ليزاول عمله في بريطانيا بعد تركه عدن، وعمل كاستشاري بوزارة الداخلية للأمراض النفسانية والعقلية في سجون لندن التي احتوت على أصعب وأعتى المساجين والحالات. كما عمل كمحاضر بجامعات بريطانيا ومشرف رقابي على المستشفيات. كما كان لة كتابات في صحفية يمنية كانت تصدر في لندن في السابق. وطول الزمن والمسافات التي كانت تبعدة عن وطنة ألأم لم ينسى الدكتور سالم عبد الخالق وطنة عدن ودوماً كان يتغنى بحبها رجل وطني من الطراز الأول.
يقول صديقه الدكتور عادل العولقي: «قابلته في عز أيامه في لندن قبل أكثر من عشرين سنة، وعرفت عن قرب كرمه وإخلاصه للصديق، كما كان موسوعة كاملة عن الحياة في عدن التاريخية لما بعد أواخر الثلاثينات حتى أواخر الستينات من القرن الماضي، بقي وفياً لأصدقائه وكريماً سخياً لكل من حوله، وبالذات لأبناء أصدقائه من عدن ممن هاجروا إلى بريطانيا».

## الوفاة
توفي سالم عبد الخالق فجر يوم الثلاثاء 25 يوليو 2014م في العاصمة البريطانية لندن عن عمر ناهز 84 عاما،  سالم عبد الخالق يعتبر خسارة لمجال العلوم العربية في تخصصه، كأول طبيب متخصص بالطب النفسي في شبه الجزيرة العربية، لم تستفد مجال تطور العلوم في العالم العربي والجنوبي من عطاءاته وخبراته في إدارة مركز الإستشفاء النفسي وتطويرها